# マーチン・ヒューイット
マーチン・ヒューイット（Martin Hewit）は、イギリスの推理作家アーサー・モリスンの作品に登場する名探偵。
1894年から1903年の、ストランド・マガジンにシャーロック・ホームズものが連載されなかった期間（「最後の事件」と「空き家の冒険」の間）に連載された作品に登場した。

## 人物
丸顔で太り気味で非常に愛想がよい。以前は、ロンドンの法律事務所の事務員をしていたが、ある遺言事件を解決したのを機に探偵事務所を開業した。事務所はストランド街にあり、その階上に新聞記者のブレットが住んでいた。そのため、二人の親交は深まり、ブレットは物語の語り手の役割を担うことになる。
ホームズのような超人的な推理能力は持たないものの、変装によりあらゆる人間と親しくなれるという特技を使って証拠を集め、それらから論理的に推理した。
一部のシャーロキアンから、その体格とイニシャルの共通性から、若き日のマイクロフト・ホームズの変名として書かれたという説が唱えられたこともあるが、支持されたことはほとんどない。

## 登場作品
作品はすべて短編で、第一短編集に収録の作品はホームズ譚の連載された「ストランド・マガジン」に掲載されたが、第二短編集と第三短編集とは「ウィンザー・マガジン」に掲載され、しばらく間隔があいて第四短編集に掲載の作品は「ロンドン・マガジン」に掲載された｡なお、第一、第二、第四の短編集は雑誌掲載順に収録されているが、第三短編集のみ収録順序が異なる。また、第四短編集は連作短編集となっているが、一応各短篇は一つの作品としては成立している。
邦訳は雑誌や全集本などに単発的に訳出されていたが､井上一夫訳『マーチン・ヒューイットの事件簿』(創元推理文庫)でまとまって翻訳されたが全作には及んでいなかった。2021年になって平山雄一訳『マーチン・ヒューイット【完全版】』(作品社)で全作が邦訳された。
戦前の探偵雑誌や探偵小説本などの訳は今日の訳と訳の姿勢が異なり省略や書き入れ等が普通であるので利用上の注意が必要である。近年雑誌「新青年」の覆刻が刊行され公共図書館の一部の蔵書にあるようであるので、戦後の訳がないものについてのみ記載した。
比較的近年に刊行された短編集は創元推理文庫の「マーチン・ヒューイットの事件簿」のみである。これに収録されている作品の雑誌やアンソロジー掲載の訳は、省略した。なお、この「事件簿」に収録されている作品は訳題の末尾に（事件簿）として示した。
原題の後の邦題は中島河太郎・押川曠編「名探偵読本5　シャーロック・ホームズのライヴァルたち」に記載の邦題である。
平山雄一訳「マーチン・ヒューイット【完全版】」（作品社）に収録されている訳は訳題の末尾に（全集）として示した。
- 井上一夫訳『マーチン・ヒューイットの事件簿』（東京創元社「創元推理文庫」.1978年。）
- 平山雄一訳『マーチン・ヒューイット【完全版】』（作品社.2021年｡）

- Martin Hewitt : Investigator - 『探偵マーチン・ヒューイット』（1894年、短編集）

1. The Lenton CroftRobberies　レントン館盗難事件
  1. 宇野利泰訳「レントン館盗難事件」（江戸川乱歩編「世界短編傑作集1」（創元推理文庫）東京創元社.1960.所収）
  2. 平山雄一訳「レントン農園盗難事件」（全集）
2. The Loss of Sammy Throckett (別題The Loss of Sammy Crockett)　サミー・クロケットの失踪
  1. 井上一夫訳「サミー・クロケットの失踪」（事件簿）
  2. 平山雄一訳「サミー・スロケットの失踪」（全集）
3. The Case of Mr.Fogatt　フォガット氏の事件
  1. 井上一夫訳「フォガット氏の事件」（事件簿）
  2. 平山雄一訳「フォガット氏事件」（全集）
4. The Case of Dixon Torpedo　ディクソン魚雷事件
  1. 井上一夫訳「ディクソン魚雷事件」（事件簿）
  2. 平山雄一訳「ディクソン魚雷事件」（全集）
5. The Quinton Jewel Affair クイントン宝石事件
  1. 井上一夫訳「クイントン宝石事件」（事件簿）
  2. 平山雄一訳「クイントン宝石事件」（全集）
6. The Stanway Cameo Mystery　スタンウェイ・カメオの謎
  1. 井上一夫訳「スタンウェイ・カメオの謎　（事件簿）
  2. 平山雄一訳「スタンウェイ・カメオの謎」（全集）
7. The Affair of the Tortoise 亀の事件
  1. 井上一夫訳「亀の事件」（事件簿）
  2. 平山雄一訳「亀の事件」（全集）

- The Record of Martin Hewitt - 『マーチン・ヒューイットの記録』（1895年、短編集）

1. The Ivy Cottage Mystey　アイヴァー荘の謎
  1. 井上一夫訳「アイヴィ・コテージの謎」（事件簿）
  2. 平山雄一訳「蔦荘の謎」（全集）
2. The Nicobar Bullion Case　ニコウバー号金塊事件
  1. 井上一夫訳「〈ニコウバー〉号の金塊事件」（事件簿）
  2. 平山雄一訳「ニコバー号の金塊事件」（全集）
3. The Holford Will Case　ホールフォード遺言状事件
  1. 井上一夫訳「ホールファド遺言事件」（事件簿）
  2. 平山雄一訳「ホルフォード遺言状事件」（全集）
4. The Case of the Missing Hand　なくなった手の事件
  1. （訳者無記名）「ヒュイット探偵」（「新青年」博文館.大正12年7月増刊号）
  2. 平山雄一訳「失われた手の事件」（全集）
5. The Case of Laker,Absconded　失踪したレイカー事件
  1. 井上一夫訳「レイカー失踪事件」（事件簿）
  2. 平山雄一訳「レーカー失踪事件」（全集）
6. The Case of the Lot Foreigner　迷子の外人事件
  1. 平山雄一訳「記憶喪失の外国人事件」（全集）

- The Adventures of Martin Hewitt - 『マーチン・ヒューイットの冒険』（1896年、短編集）

1. The Case of the "Flitterbat Lancers"　“フリタアバット・ランサァズ”事件
  1. 富永和子訳「フリッターバット・ランサーズ事件」（「ミステリマガジン」早川書房.2000年6月号.所収）
  2. 平山雄一訳「『コウモリ槍騎兵隊』事件」（全集）
2. The Case of the Dead Skipper　亡くなった船長の事件
  1. 平山雄一訳「死んだ船長の事件」（全集）
3. The Case of Mr.Elopement　ジェルダード氏駆け落ち事件
  1. 平山雄一訳「ゲルダード氏の駆け落ち事件」（全集）
4. The Case of Lane Mr.Rewse　故ルーズ氏事件
  1. 平山雄一訳「故リューズ氏事件」（全集）
5. The Affair of Mrs.Seton's Child　セトン夫人の子供の事件
  1. 延原謙訳「二廃人」（「新青年」博文館.昭和14年5月増刊号）
  2. 平山雄一訳「セットン夫人の子どもの事件」（全集）
6. The Case of the Ward Tabemacle ウォド小路礼拝堂事件
  1. 平山雄一訳「ワード・レーンの礼拝堂事件」（全集）

- The Red Triangle - 『赤い三角形』（1903年、短編集）

1. The Affair of Samuel's Diamonds　サムエルのダイヤ事件
  1. 平山雄一訳「サミュエルのダイヤモンド事件」（全集）
2. The Case of Mr.Jacob Mason　ジェイコブ・メーソン氏の事件
  1. 平山雄一訳「ジェイコブ・メイソン氏事件」（全集）
3. The Case of the Lever Key　梃の鍵事件
  1. 平山雄一訳「レヴァー鍵の事件」（全集）
4. The Case of the Burnt Barn　焼けた納屋事件
  1. 平山雄一訳「納屋の火事の事件」（全集）
5. The Case of the Admiralty Code　海軍本部暗号事件
  1. 平山雄一訳「海軍暗号事件」（全集）
6. The Adenture of Channel Marsh　河床湿地帯の冒険
  1. 平山雄一訳「チャネル・マーシュの冒険」（全集）